# 血を吸うシリーズ
血を吸うシリーズ（ちをすうシリーズ）は、東宝が製作した、吸血鬼が登場する特撮恐怖映画の総称である。血を吸う3部作とも称される。

## 概要
山本迪夫が監督を務めた、吸血鬼を題材とする怪奇映画シリーズ。3作とも相関関係はなく独立した内容だが、従来的な吸血鬼映画にとらわれず、西洋的な怪奇映画に日本的な怪談の要素を加えている点が特徴である。山本はショッカー映画を志向しており、アルフレッド・ヒッチコック作品からの影響も見られる。また、当初の山本は精神病院を舞台とした心理サスペンスを構想しており、『血を吸う人形』での医師の心の闇や『血を吸う薔薇』での精神病院に幽閉された男などは、この企画に対する山本の心残りの現れとされる。東宝プロデューサーの田中文雄は、活劇性を重視したと述べている。
書籍『ゴジラ画報』では、ハマー・プロによる吸血鬼映画へのオマージュが込められていると評している。
『血を吸う眼』『血を吸う薔薇』で吸血鬼役を演じた岸田森は両作品の演技が高く評価されたことから「吸血鬼俳優」とも称され、本シリーズは彼の代表作に挙げられる。田中によれば、岡田眞澄も候補に挙がっていた。
なお、第1作『血を吸う人形』の「野々村夕子」は「事故による重傷で臨終の間際に強い催眠術で死を凍結された ❝生きている死人❞」であり、幼少時のトラウマから鋭利な刃物で他人の喉笛を切り裂いて殺す ❝殺人鬼❞ であるが、吸血は行わない。

## 作品一覧
| 公開年 | タイトル                    | 脚本           | 主人公               | 吸血鬼                     |
| ------ | --------------------------- | -------------- | -------------------- | -------------------------- |
| 1970   | 幽霊屋敷の恐怖 血を吸う人形 | 小川英、長野洋 | 佐川和彦（中村敦夫） | 野々村夕子（小林夕岐子）   |
| 1971   | 呪いの館 血を吸う眼         | 小川英、武末勝 | 佐伯（高橋長英）     | 影のような男（岸田森）     |
| 1974   | 血を吸う薔薇                | 小川英、武末勝 | 白木（黒沢年男）     | 聖明女子短大学長（岸田森） |

## 映像ソフト
2005年4月28日に東宝ビデオから3作を収録したDVDボックス『血を吸う箱』が発売された。単巻も同時発売。

## 関連作品
『学校の怪談 春のたたりスペシャル』第4話「呪われた課外授業」
1999年3月30日に関西テレビ系で放送されたオムニバスドラマの一編。監督を本シリーズと同じ山本迪夫、脚本を本シリーズのプロデューサーを務めた田中文雄が担当した。田中は山本からの誘いで参加しており、内容について本シリーズと同じことをしたと述べている。